# Mathilda Lundberg
Margareta Mathilda Lundberg, född 8 februari 1865 i Skellefteå landsförsamling, död 18 oktober 1959 i Engelbrekts församling, Stockholm, var en svensk läkare.
Lundberg, vars far var lantbrukare, tog examen vid Wallinska skolan 1889, blev medicine kandidat vid Karolinska institutet 1895 och medicine licentiat 1901. Hon var underläkare vid Stockholms sjukhem 1902–1903, amanuens vid Serafimerlasarettet 1903–1906, underläkare vid polikliniken 1907, 1908, 1919 och praktiserande läkare i Stockholm (lungsjukdomar) från 1911. Hon var även t.f. överläkare vid Romanäs sanatorium 1913, 1914 och 1915. 
Lundberg var styrelseledamot vid Sabbatsbergs och Rosenlunds ålderdomshem, föreståndare för medicinska polikliniken vid Serafimerlasarettet 1917–1925, vice ordförande i tredje distriktets pensionsnämnd, sakkunnig i löneregleringskommittén. Hon är begravd på Norra begravningsplatsen utanför Stockholm.